# ディラン (1973年のアルバム)
『ディラン』（英: Dylan）は、1973年にリリースされたボブ・ディラン13作目のスタジオ・アルバム。新録音ではなく、『セルフ・ポートレイト』（1970年）と『新しい夜明け』（1970年）のアウトテイク曲が収録されている。
ビルボード・トップ LP's ＆テープ・チャートで最高17位を記録した。RIAAよりゴールド・ディスクに認定されている。

## 解説
当時ディランは、コロムビアからアサイラムに移籍し、それに対する「報復」のためにコロムビアがリリースしたアルバムと言われている。
「スペイン語は愛の言葉」は、シングル「川の流れを見つめて」（1971年）のB面収録のものとは異なるバージョンである。

## 収録曲

### Side 1
1. 西部のユリ - Lily of the West – 3:44
  - トラディショナル、編曲:  E. Davies 、 J. Peterson
2. 好きにならずにいられない- Can't Help Falling in Love – 4:17
  - 作詞・作曲: George Weiss、Hugo Peretti、Luigi Creatore
3. サラ・ジェーン - Sarah Jane – 2:43
  - トラディショナル、編曲: ディラン
4. バラッド・オブ・アイラ・ヘイズ - The Ballad of Ira Hayes – 5:08
  - 作詞・作曲: Peter LaFarge

### Side 2
1. ミスター・ボージャングル - Mr. Bojangles – 5:31
  - 作詞・作曲: Jerry Jeff Walker
2. メリー・アン - Mary Ann – 2:40
  - トラディショナル
3. ビッグ・イエロー・タクシー - Big Yellow Taxi – 2:12
  - 作詞・作曲: ジョニ・ミッチェル
4. フール・サッチ・アズ・アイ - A Fool Such as I – 2:41
  - 作詞・作曲: Bill Trader（同名異曲のゴスペル・ソングの作者 James Buford Abner と誤クレジット）
5. スペイン語は愛の言葉 - Spanish Is the Loving Tongue (alternate take) – 4:13
  - 作詞・作曲: Charles Badger Clark

## パーソネル
- ボブ・ディラン - ギター、ボーカル
- ボブ・ジョンストン - レコーディング・センション時のプロデューサー
- Al Clayton - ジャケット元写真
- Richard Kenerson - 表ジャケット・シルクスクリーン
- John Berg - 裏ジャケット、アルバム・デザイン

## レコーディング
新録音ではなく、『セルフ・ポートレイト』（1970年）と『新しい夜明け』（1970年）のレコーディングからのアウトテイク集。

## 反響・評価
1974年2月2日付『ビルボード』誌「トップ LP's ＆テープ」チャートで最高17位を記録した。アメリカ・レコード協会 RIAA により1973年12月21日にゴールド・ディスクに認定されている。

## チャート
| 年     | チャート                             | 最高順位 |
| ------ | ------------------------------------ | -------- |
| 1974年 | ビルボード・トップ LP's ＆テープ 200 | 17       |

## リリース
日本では1991年にCDがリリースされたが、北米でCDはリリースされておらずiTunesでのダウンロードのみが可能となっている。また、日本では2014年4月23日にLimited EditionとしてSMJから紙ジャケットで再発された。
| 日付                          | レーベル | フォーマット | カタログ番号 | 付記 |
| ----------------------------- | -------- | ------------ | ------------ | ---- |
| 1973年11月16日 1973年11月19日 | Columbia | LP           | PC 32747     |      |

日本
| 日付          | レーベル  | フォーマット | カタログ番号 | 付記            |
| ------------- | --------- | ------------ | ------------ | --------------- |
| 1974年        | CBSソニー | LP           | SOPL-236     |                 |
| 1976年        | CBSソニー | LP           | 25AP 285     |                 |
| 1991年12月1日 | ソニー    | CD           | SRCS 6163    | NICE PRICE LINE |